# Алесандро Бастони
Алесандро Бастони (енгл. Alessandro Bastoni; Казалмађоре, 13. април 1999) је италијански професионални фудбалер који игра на позицији централног бека за клуб Интер из Серије А из Милана и репрезентацију Италије. Сматра се једним од најбољих центар-бекова на свету, познат је по својим правовременим потезима и способностима играња лоптом.

## Играчка каријера
Бастони је рођен у Казалмађореу у Ломбардији, а каријеру је започео у локалној омладинској екипи Ривароло Мантовано, где је његов отац био тренер. Са 7 година придружио се омладинском клубу Аталанте.

### Клубови
Аталанта
Бастони је напредовао кроз различите старосне групе у Бергаму, укључујући скоро 30 наступа за екипу до 17 година, пре него што је на крају напредовао у Примаверу, где се стабилизирао као редован стартер у центру одбране. Први пут је имао прилике да буде у првом тиму 30. октобра 2016. на утакмици против Ђенове, а дебитовао је месец дана касније у утакмици Купа Италије против Пескаре, одигравши целу утакмицу у победи од 3:0. . У Серији А, Бастони је остао као неискоришћена замена у шест утакмица после Ђенове све док није дебитовао у победи од 1:0 над Сампдоријом 22. јануара 2017, одигравши пуних 90 минута.
Интер Милано
Дана 31. августа 2017, Интер Милан је најавио потписивање Бастонија за 31 милион евра,  и истог дана његову позајмицу у Аталанти за наредне две сезоне. Интер је званично опозвао дефанзивца Алесандра Бастонија са позајмице са Аталантом и 14. јула 2018. обновио уговор до 2023. године.
Позајмица Парми
Дана 7. августа 2018. Бастони се придружио Парми на позајмици до 30. јуна 2019. године. Дебитовао је 7. октобра 2018. у првенственом мечу који је победио у гостима против Ђенове резултатом 3–1.

### Репрезентација
Бастони је играо за репрезентацију Италије на свим нивоима од У15 до У21. Свој први међународни гол постигао је у победи од 4:0 над Норвешком док је играо за тим до 16 година. Тренер Паоло Николато га је први пут позвао у репрезентацију до 18 година у августу 2016. и постао капитен у својој другој утакмици, нерешено 2-2 са Холандијом. Тренер Паоло Николато га је позвао у репрезентацију Италије до 19 година 9. августа 2017. са 18 година.
За репрезентацију Италије до 21 године дебитовао је 11. октобра 2018. у пријатељском мечу који је изгубио од Белгије резултатом 1–0. Одмах је постао стартер и учествовао је на УЕФА Европском првенству до 21 године 2019. на домаћем терену.
Бастони је добио први позив у сениорску репрезентацију Италије од менаџера Роберта Манчинија за утакмице УЕФА Лиге нација против Босне и Херцеговине и Холандије у септембру 2020. године. За Италију је дебитовао 11. новембра, почевши у пријатељској победи 4-0 против Естоније у Фиренци.
У јуну 2021. године, Бастони је укључен у тим Италије за УЕФА Еуро 2020. Свој први и једини наступ на турниру имао је у финалном групном мечу Италије, почевши од 1-0 победом против Велса у Риму 20. јуна, резултат им је омогућио да буду први у својој групи. Дана 11. јула, Бастони је освојио Европско првенство са Италијом након победе над Енглеском у финалу извођењем пенала резултатом 3–2 на Вембли стадиону, после нерешеног резултата 1–1 у продужецима.
Дана 14. јуна 2022, у четвртом групном мечу Италије УЕФА Лиге нација, Бастони је постигао свој први међународни гол у поразу од Немачке у гостима са 5–2.
У јуну 2024. Бастонија је менаџер Лучано Спалети укључио у финални тим Италије за УЕФА Еуро 2024. а 15. јуна, у првом мечу у групи Италије на турниру против Албаније, постигао је изједначујући гол за италијанску екипу и на крају победили са 2–1.

## Достигнућа
Интер Милано
- Серија А:  шампион 2020/21,[23] 2023/24[24]
- Куп Италије: победник 2021–22, 2022–23.[25]
- Суперкуп Италије: победник 2021, 2022,[26] 2023.[27]
- УЕФА Лига шампиона: финалиста 2022–23[28]
- УЕФА Лига Европе: финалиста 2019–20

Италија
- Европско првенство: шампион 2020[19]
- УЕФА Лига нација треће место: 2020–21[29]

Индивидуално
- Тим године у Серији А: 2020–21,[30] 2022–23.[31]
- Тим сезоне Лиге шампиона: 2022–23[32]
- Играч месеца Серије А: март 2024[33]
- Најбољи одбрамбени играч Серије А: 2023–24.[34]
- Тим сезоне у Серији А: 2023–24.[35]

### Признања
-  Класа 5 /витез: Орден за заслуге Републике Италије: 2021

## Статистика каријере

### Репрезентативна
Ажурирано 23. марта 2025.
| Репрезентација | Година | Утакмице | Голови |
| -------------- | ------ | -------- | ------ |
| Италија        |        |          |        |
| 2020           | 3      | 0        |        |
| 2021           | 6      | 0        |        |
| 2022           | 8      | 1        |        |
| 2023           | 4      | 0        |        |
| 2024           | 12     | 1        |        |
| 2025           | 2      | 0        |        |
| Укупно         | Укупно | 35       | 2      |

### Голови за репрезентацију
| Бр. | Датум         | Место                                 | Противник | Гол | Резултат | Такмичење                           |
| --- | ------------- | ------------------------------------- | --------- | --- | -------- | ----------------------------------- |
| 1.  | 14. јун 2022. | Борусија парк, Менхенгладбах, Немачка | Немачка   | 2:5 | 2:5      | УЕФА Лига нација 2022/23. - група А |
| 2.  | 15. јун 2024. | Стадион Вестфален, Дортмунд, Немачка  | Албанија  | 1:1 | 2:1      | Европско првенство 2024.            |